# Alex (futbolista nacido en 1976)
Alex (nacido el 20 de abril de 1976) es un exfutbolista brasileño que se desempeñaba como delantero.
Jugó para clubes como el Oita Trinita.

## Trayectoria

### Clubes
| Club         | País  | Año  |
| ------------ | ----- | ---- |
| Oita Trinita | Japón | 1999 |

## Estadística de carrera

### J. League
| Club         | Año   | J. League | J. League | Copa J. League | Copa J. League | Total | Total |
| Club         | Año   | Part.     | Goles     | Part.          | Goles          | Part. | Goles |
| ------------ | ----- | --------- | --------- | -------------- | -------------- | ----- | ----- |
| Oita Trinita | 1999  | 11        | 2         | 2              | 0              | 13    | 2     |
| Total        | Total | 11        | 2         | 2              | 0              | 13    | 2     |